# Mrsklesy
Mrsklesy är en ort i Tjeckien.   Den ligger i regionen Olomouc, i den östra delen av landet, 220 km öster om huvudstaden Prag. Mrsklesy ligger 305 meter över havet och antalet invånare är 557.
Terrängen runt Mrsklesy är platt åt sydväst, men åt nordost är den kuperad.Runt Mrsklesy är det ganska tätbefolkat, med 78 invånare per kvadratkilometer. Närmaste större samhälle är Olomouc, 10,8 km väster om Mrsklesy. Trakten runt Mrsklesy består till största delen av jordbruksmark.